# ARHGEF11
ARHGEF11‏ (Rho guanine nucleotide exchange factor 11) هوَ بروتين يُشَفر بواسطة جين ARHGEF11 في الإنسان.